# Василев, Александр
Алекса́ндр Васи́лев (болг. Александър Василев; род. 27 апреля 1995, Стражица, Великотырновская область) — болгарский футболист, защитник клуба «Черно море» из города Варна.

## Клубная карьера
Родившийся в Стражице, Василев начал играть в футбол в раннем возрасте в местном клубе «Левски» Стражица. До «Лудогорца» выступал за клубы «Чавдар» Етрополе и «Калиакра».
6 июня 2014 года перешёл в состав «Лудогорца». Дебютировал в чемпионате Болгарии в составе нового клуба 2 августа 2014 года в матче третьего тура против «Марека» Дупница, завершившемся победой 3:0, выйдя на замену на 80-й минуте.

## Международная карьера
За юношескую сборную Болгарии среди игроков до 17 лет Василев выступал с 2011 по 2012 год и сыграл 5 матчей. Был основным игроком юношеской сборной Болгарии, принявшей участие в юношеском чемпионате Европы среди игроков до 19 лет в 2014 году. Всего Василев провёл 11 матчей за сборную этой возрастной категории.

## Достижения
«Лудогорец»
- Обладатель Суперкубка Болгарии (1): 2014

## Статистика
| Клуб      | Сезон    | Дивизион | Лига | Лига | Кубок | Кубок | Европа | Европа | Всего | Всего |
| Клуб      | Сезон    | Дивизион | Игры | Голы | Игры  | Голы  | Игры   | Голы   | Игры  | Голы  |
| --------- | -------- | -------- | ---- | ---- | ----- | ----- | ------ | ------ | ----- | ----- |
| Чавдар    | 2011/12  | Группа Б | 1    | 1    | 0     | 0     | -      | -      | 1     | 1     |
| Чавдар    | 2012/13  | Группа Б | 22   | 1    | 1     | 0     | -      | -      | 23    | 1     |
| Калиакра  | 2013/14  | Группа Б | 23   | 1    | 1     | 0     | -      | -      | 24    | 1     |
| Лудогорец | 2014/15  | Группа А | 3    | 0    | 1     | 0     | 0      | 0      | 4     | 0     |
| Всего     | Болгария | Болгария | 49   | 3    | 3     | 0     | 0      | 0      | 52    | 3     |